# Tangerine L.A.
Tangerine L.A. (Originaltitel Tangerine) ist ein US-amerikanisches Filmdrama von Sean Baker, der für den Film als Drehbuchautor, Regisseur, Produzent, Kameramann und Filmeditor fungierte. Tangerine L.A. ist der erste Breitbildformat-Kinofilm, der ausschließlich mit iPhones gedreht wurde.
Der Film feierte seine Premiere beim Sundance Film Festival 2015. In Deutschland lief er am 7. Juli 2016 in den Kinos an.

## Handlung
Die Transgender-Prostituierte Sin-Dee Rella wird von einem 28-tägigen Gefängnisaufenthalt entlassen. Heiligabend trifft Sin-Dee ihre Freundin Alexandra in einem Doughnut-Shop in Hollywood. Diese erzählt ihr versehentlich, dass Sin-Dee während ihres Gefängnisaufenthaltes von ihrem Freund und Zuhälter Chester mit der Cisgender-Frau Dinah betrogen wurde. Sin-Dee macht sich sofort auf die Suche nach Chester und Dinah.
Sie findet Dinah schließlich in einem zum Bordell umfunktionierten Motel-Zimmer und zerrt sie in einen Bus, um Chester zu suchen. Zuvor schleppt sie Dinah aber noch mit zu einem Gesangsauftritt von Alexandra, den diese in einer fast leeren Bar hat. Sin-Dee, Alexandra und Dinah gehen dann wieder zum Doughnut-Shop, wo sie Chester vorfinden. Der beteuert gegenüber Sin-Dee, dass Dinah ihm nichts bedeute. Im Shop trifft auch ein Kunde von Alexandra, der armenische Taxifahrer Razmik ein, der sich unter dem Vorwand, er müsse arbeiten, von der Weihnachtsfeier seiner Familie entfernt hat, um Alexandra zu treffen. Seine misstrauische Schwiegermutter war Razmik jedoch mit einem Taxi-Kollegen gefolgt, die schließlich auch Razmiks Frau und Tochter zum Café führt. Es kommt zum Streit zwischen den Beteiligten, bis die Café-Besitzerin damit droht, die Polizei zu rufen. Razmik und seine Familie gehen wortlos nach Hause. Dinah kehrt zum Motel zurück, wo man ihr jedoch kein Zimmer mehr gibt.
Chester gesteht Sin-Dee, dass er auch mit Alexandra geschlafen hat. Sin-Dee verlässt beide und sucht Freier. Sie wird jedoch von einer Gruppe von Männern mit Urin bespritzt und beleidigt. Alexandra nimmt Sin-Dee zu einem Waschsalon, wo sie ihre Perücke wäscht und Sin-Dee ihre Perücke während des Wartens leiht. Am Ende scheinen beide versöhnt.

## Produktion
Baker traf die Entscheidung, seinen Film nur mit Smartphones zu drehen, zunächst vor allem aus finanziellen Beweggründen. Bei seinen Recherchen stieß Baker auf einen Vimeo-Kanal, der sich Filmexperimenten mit iPhones widmete. Bald wurde er auf die Kickstarter-Kampagne des Anbieters Moondog Labs aufmerksam, die anamorphotische Objektive für iPhones produzieren, mit denen Filme im Breitbildformat aufgenommen werden können.
Anfänglich wollte Baker nur einen Film über zwei Menschen drehen, die sich in einem Doughnut-Shop treffen. Seine beiden Hauptdarstellerinnen Kitana Kiki Rodriguez und Mya Taylor fand Baker direkt an der Kreuzung des Santa Monica Boulevard mit der Highland Avenue in Los Angeles, wo der Film auch zu großen Teilen spielt. Einige Geschichten seiner beiden Darstellerinnen flossen direkt ins Drehbuch ein. Weitere Darsteller wurden über Vine und Instagram gecastet, große Teile des Soundtracks fand Baker über SoundCloud.
Das Material wurde in HD mit der FiLMIC Pro App mit Hilfe eines Steadicam-Smothee-Stativs gedreht, um möglichst verwacklungsarme Aufzeichnungen zu erhalten. Das Rohmaterial wurde täglich in Bakers iTunes übertragen und dann mit Final Cut Pro weiterbearbeitet. In der Postproduktion wurden im Wesentlichen nur noch die Farben korrigiert.
Der gesamte Film wurde schließlich für ein Filmbudget von unter 100.000 US-Dollar produziert. Als Executive Producer fungierten die Independent-Filmemacher Jay und Mark Duplass.

## Rezeption
Tangerine L.A. wurde von den Kritikern überwiegend positiv aufgenommen. Laut Rotten Tomatoes erhielt der Film 96 % positive Kritiken mit einer Durchschnittswertung von 7,9/10 Punkten, basierend auf 157 Kritiken.
Der filmdienst sah eine „ungewöhnliche Mischung aus extremer Künstlichkeit und Milieu-Realismus“, die „an Tempo, Überhitzung und Hysterie“ kaum zu überbieten sei.

## Auszeichnungen (Auswahl)
- 2015: Deauville Film Festival – Auszeichnung in der Kategorie Jury Prize für Sean Baker
- 2016: Black Reel Award – Auszeichnung in der Kategorie Outstanding Independent Feature für Sean Baker
- 2016: Chlotrudis Award – Auszeichnung in der Kategorie Beste Kamera für Sean Baker und Radium Cheung
- 2016: Chlotrudis Award – Auszeichnung in der Kategorie Bestes Schauspielensemble
- 2016: Chlotrudis Award – Auszeichnung in der Kategorie Beste Filmmusik für Matthew Smith
- 2016: Independent Spirit Awards – Auszeichnung in der Kategorie Beste Nebendarstellerin für Mya Taylor
- 2016: Internationales Filmfestival Karlovy Vary – Auszeichnung in der Kategorie Independent Camera für Sean Baker